# ليونز (إلينوي)
ليونز (بالإنجليزية: Lyons)‏ هي قرية تقع في الولايات المتحدة في إلينوي. يقدر عدد سكانها بـ 10,729 نسمة .

## الموقع الجغرافي
الموقع الجغرافي للمناطق المحيطة بهذه النقطة هو كالتالي: